# Lee Eun-saem
Lee Eun-saem (kor. 이은샘; ur. 10 października 1999 w Gwangju) – południowokoreańska aktorka. 

## Filmografia

### Filmy
| Rok  | Tytuł                    | Rola      | Źr.   |
| ---- | ------------------------ | --------- | ----- |
| 2009 | Fly, Penguin             | Soo-ji    | [ 3 ] |
| 2017 | Kadeci na służbie        | Eun-sam   | [ 3 ] |
| 2019 | Innocent Witness         | uczennica | [ 3 ] |
| 2019 | Gangster, glina i diabeł | uczennica | [ 3 ] |
| 2019 | The Fault Is Not Yours   | Mi-ran    | [ 4 ] |

### Seriale
| Rok  | Tytuł                      | Rola          | Źr.    |
| ---- | -------------------------- | ------------- | ------ |
| 2007 | Landscape in My Heart      | Si-eun        | [ 3 ]  |
| 2008 | Kokkiri                    | Park-yeon     | [ 3 ]  |
| 2008 | Birth of a New Couple      | Yoo-su        | [ 3 ]  |
| 2018 | Bad Papa                   | Lee Seul-ki   | [ 5 ]  |
| 2018 | The Miracle We Met         | Young-ju      | [ 6 ]  |
| 2018 | Priest                     | Chae Yi-soo   | [ 7 ]  |
| 2019 | Black Dog: Being A Teacher | Jin Yoo-ra    | [ 8 ]  |
| 2021 | The Red Sleeve             | Son Young-hee | [ 9 ]  |
| 2022 | Cheer Up                   | Ju Seon-ja    | [ 10 ] |
| 2022 | All of Us Are Dead         | Park Mi-jin   | [ 11 ] |

## Nagrody i nominacje
| Rok  | Ceremonia             | Kategoria                      | Serial             | Rezultat  | Źr.    |
| ---- | --------------------- | ------------------------------ | ------------------ | --------- | ------ |
| 2023 | Director's Cut Awards | Best New Actress in Television | All of Us Are Dead | Nominacja | [ 12 ] |
| 2021 | SBS Drama Awards      | Best New Actress               | Cheer Up           | Wygrana   | [ 13 ] |
| 2021 | SBS Drama Awards      | Best Supporting Team           | Cheer Up           | Wygrana   | [ 13 ] |